# Filmex
Le Los Angeles International Film Exposition, également appelé Filmex, était un festival de cinéma de Los Angeles qui s'est tenu dans les années 1970 et au début des années 1980. Il était le prédécesseur du festival international du film de Los Angeles de l'American Film Institute. Après le dernier festival Filmex en 1983, les fondateurs et organisateurs du festival ont consacré leur attention au développement d'une nouvelle organisation culturelle à but non lucratif, l'American Cinematheque (en), qu'ils ont créée pour être un festival de cinéma permanent tout au long de l'année à Los Angeles, le Festival du film de Los Angeles
Créé par George Cukor, Philippe Chamberlin et Garry Essert, il n'est pas voué à la compétition. La première édition, dirigée par Garry Essert se déroule du 4 au 14 novembre au Chinese Theater à Hollywood. Multipliant les polémiques à cause de son comportement extravagant et souvent agressif, Garry Essert démissionne finalement de son poste en 1983. Le festival est interrompu avant d'être remplacé par le Los Angeles Independent Film Festival en 1995.